# Petromax

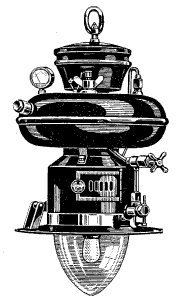
Petromax 834-hanglamp

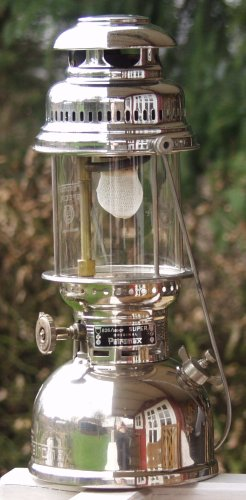
Petromax® lamp type 826: 350 CP (HK), vernikkeld. Voorverwarmen met alcohol, geen manometer. Gebouwd in 1966

Petromax was een merknaam voor petroleumlampen van de Duitse fabrikant  Ehrich & Graetz. Het werd gebruikt voor petroleumlampen die beschikken over een gloeikous. 

## Geschiedenis
Max Graetz was directeur-eigenaar en uitvinder bij de firma Ehrich&Graetz in Berlijn. Hij zocht een oplossing voor de rond 1900 in gebruik zijnde verlichting. Een nieuw product was toentertijd petroleum. Max bedacht een proces om van het petroleum gas te maken. Dit petroleumgas heeft een hoge verbrandingswaarde en energie-inhoud, daardoor ontstaat een hete blauwe vlam. 
De naam Petromax komt van: Petro voor petroleum en Max van Max Graetz. Volgens de overlevering een bijnaam die de vrienden van Max voor hem gebruikten. Vanaf 1910 wordt de merknaam Petromax gebruikt voor petroleumvergasser lampen met een gloeikousje. Het betrof zowel aan het plafond hangende modellen als op tafel staande modellen voor zowel binnen- als buiten gebruik. Rond 1910-1916 werd door Graetz de draagbare Petromax-lantaarn ontwikkeld. Een aanvraag tot patent (DE365530) op een dergelijke lamp met verticale verdamper buis werd ingediend op 4 april 1921. Deze lantaarn maakte dat Petromax zou uitgroeien tot het bekendste merk van het bedrijf. 

### Overdruklamp
Graetz ontwikkelde een overdruklamp die werkt op petroleum die vergast wordt. In een gesloten tank wordt petroleum door middel van een luchtpomp onder druk gebracht. Door warmte wordt de petroleum vergast en over een gloeikous verbrand. De warmte die daarbij ontstaat, zorgt ervoor dat de petroleum weer vergast wordt. Om het proces te starten wordt spiritus aangestoken in een schaaltje bij de verdampings buis voor de eerste warmteontwikkeling. Latere modellen werden voorzien van een geïntegreerde vuurspuwer welke Rapidstarter genoemd werd. Dit mechanisme vernevelt de brandstof uit de tank tot een straal fijne druppeltjes welke aangestoken kan worden. Het opwarmen van de lamp gaat zo sneller en heftiger waarbij geen extra soort brandstof hoeft te worden gebruikt. Rond 1916 begint de lantaren onder de naam Petromax een opmars over de wereld. 
Het ontwerp uit 1916 was zo'n succes dat het in 2006 nog gebruikt wordt. Ondertussen is de naam Petromax synoniem geworden voor verschillende lampen van diverse fabrikanten. De naam en het ontwerp was zo sterk dat het ook gebruikt wordt voor kooktoestellen op petroleum welke werken volgens het principe van petroleum vergassen om licht of warmte te ontwikkelen. 

### Productie
Voor de Tweede Wereldoorlog werden de lampen voornamelijk in Berlijn geproduceerd. Hoewel de productie van de lampen in Berlijn na 1945 nog enige jaren doorging, zijn de meeste naoorlogse lampen geproduceerd in Altena. Dit kwam omdat de fabrieken en andere bezittingen in het Duitse Democratische Republiek van de familie Graetz werden onteigend. De gebroeders Graetz vertrokken daarop naar West-Duitsland om een nieuw bedrijf op te richten.    
De modellen die in Altena zijn gemaakt zijn de 827/250CP, 828/350CP en de 829/500CP.  Daarnaast werden er ook petroleum kooktoestellen en petroleumkachels gemaakt onder de naam Petromax.  
In 2010 richtte de Duitse ondernemer Jonas Taureck 'Petromax GmbH' op. Via een aantal omzwervingen is de merknaam Petromax voor zowel Europa als Noord Amerika bij dit bedrijf terecht gekomen. Het verkoopt druk-petroleumlampen en andere benodigdheden voor kamperen en buitengebruik.